# Louis Marie Turreau
Pour les articles homonymes, voir Turreau.
Louis Marie Turreau de Lignières, dit Turreau de Garambouville, est un général français de la Révolution et de l'Empire né le 4 juillet 1756 à Évreux et mort le 10 décembre 1816 à Conches-en-Ouche.
Républicain sous la Révolution, il est principalement connu pour avoir dirigé, durant la guerre de Vendée, les colonnes infernales. Censées pacifier cette région après la défaite de l'Armée catholique et royale, ses troupes massacrent des dizaines de milliers de Vendéens, civils compris, ce qui a pour conséquence de relancer la guerre civile. Devant cet échec, il est rappelé puis arrêté, mais échappe finalement à toute sanction. Il poursuit par la suite une carrière de haut fonctionnaire, devenant ambassadeur aux États-Unis, puis baron d'Empire.

## Biographie

### Carrière civile
Le père de Louis Marie Turreau est fils d'un huissier-audiencier, lui-même officier royal, procureur fiscal des Eaux et forêts du comté d'Évreux, il devient par la suite maire d’Évreux. Cette situation fait jouir les Turreau de certains privilèges.
Louis Marie Turreau est envoyé faire ses études au collège. Devenu un fervent révolutionnaire dès 1789, il s'engage dans la garde nationale. Il est élu maire d'Aviron, commune proche d'Évreux, puis achète des biens nationaux confisqués, notamment toute l'abbaye de Conches avec ses deux mille hectares de forêts.

### Carrière militaire jusqu'en 1794
Avant la Révolution, Turreau n'exerce pas de réelle activité militaire : il entre bien aux Gardes du corps du comte d'Artois, mais il n'est inscrit que sur les rôles surnuméraires – il est alors simple remplaçant.
À la Révolution, il entre dans la Garde nationale de Conches, et en prend la direction en juillet 1792. Le 7 septembre, il est élu lieutenant-colonel du 3e bataillon de volontaires de l'Eure, et part combattre sur les frontières du Nord. Il est nommé colonel en novembre, et intègre l'armée de la Moselle.
En juin 1793 il intègre l'armée des côtes de La Rochelle, qu'il quitte le 8 octobre car cette affectation ne lui plaît pas. Il écrit à un ami : « Je remuerai ciel et terre pour ne pas aller en Poitou. Cette espèce de guerre me déplaît ». Il combat néanmoins deux mois en Vendée. Promu général de brigade le 30 juillet 1793, il est ensuite nommé à la tête de l'armée des Pyrénées orientales jusqu'au 27 novembre. Entre-temps il est promu général de division le 18 septembre.
Il est à nouveau nommé dans l'Ouest commandant en chef de l'armée de l'Ouest. Il arrive à sa nouvelle affectation sans enthousiasme le 30 décembre,, alors que les derniers éléments de l'Armée catholique et royale sont écrasés par Kléber, Westermann et Marceau à Savenay le 23 décembre 1793.

### Les colonnes infernales

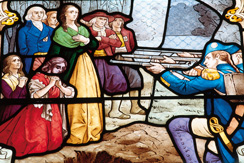
Vitrail représentant un massacre de civils par les Colonnes Infernales

Politiquement, Turreau est à la fois proche des montagnards et des sans-culottes. C'est sans doute une des raisons pour laquelle il fait arrêter et puis exécuter l'adjudant-général Desmarres. Chargé par le gouvernement révolutionnaire de quadriller la Vendée militaire après l'écrasement des insurgés lors de la virée de Galerne, Turreau met en place des colonnes infernales chargées d'exterminer tous les « brigands » ayant participé à la révolte. Selon l'historien Roger Dupuy, entre 20 000 et 50 000 personnes périssent en quatre mois à cause de ces massacres, qui touchent indistinctement les combattants, mais aussi les civils vendéens, assimilés sans distinction aux contre-révolutionnaires,.
Les colonnes infernales, censées « pacifier » la Vendée, aboutissent au résultat opposé : les massacres commis par les troupes de Turreau poussent la population vendéenne à se soulever à nouveau, relançant la guerre de Vendée et gâchant la victoire que les Républicains avaient remportée en décembre 1793.

### Suite de la carrière de Turreau

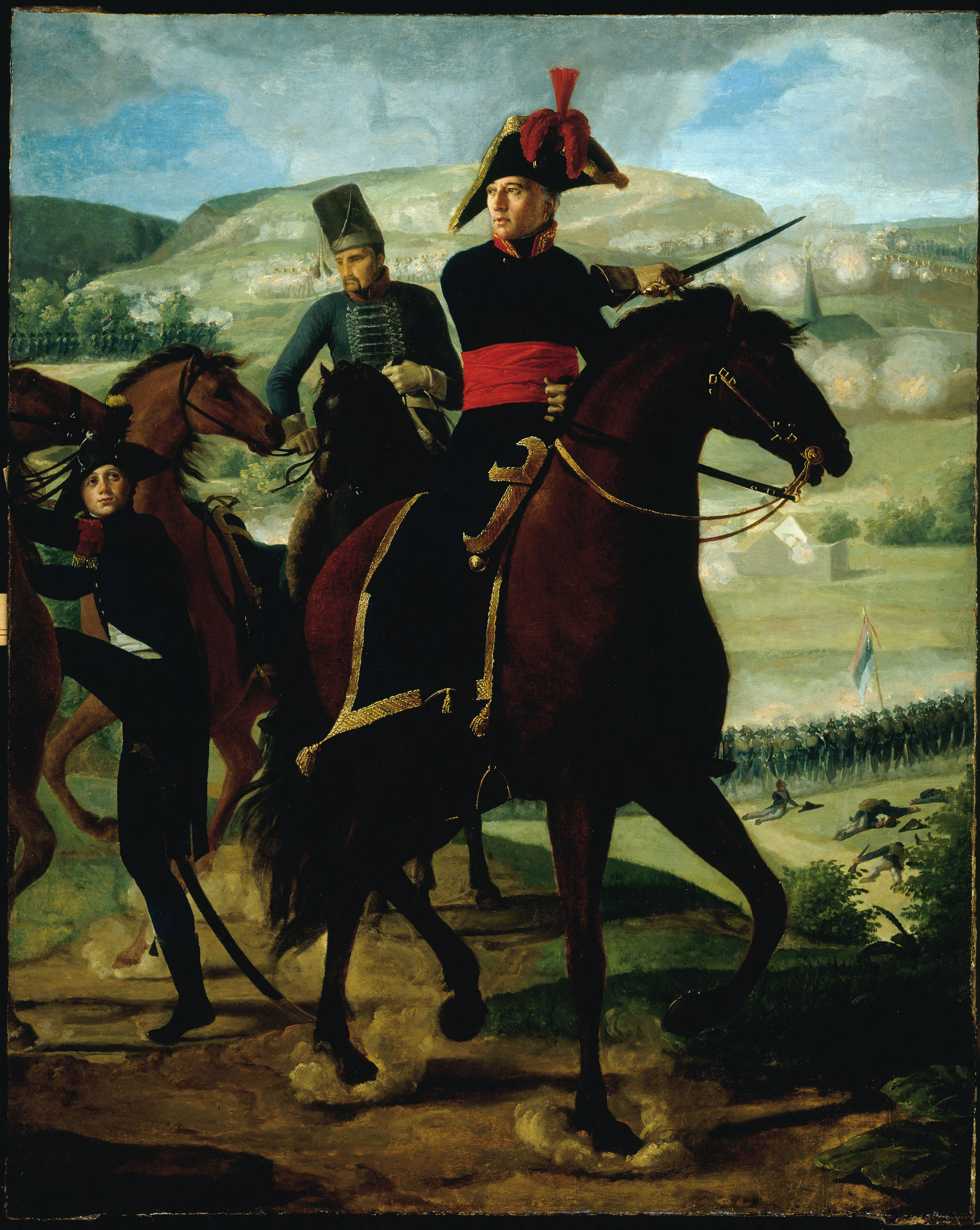
Le général peint par Louis Hersent.

Ses méthodes en Vendée ayant conduit à un véritable fiasco, Turreau est rappelé dès le 18 mai 1794. Il est nommé deux jours plus tard gouverneur de la place de Belle-Île, mais est arrêté le 28 septembre de la même année. Il passe tout un an en prison, et en profite pour rédiger ses Mémoires pour servir à l’histoire de la Vendée. Il refuse l'amnistie du 4 brumaire an IV (26 octobre 1795) qui clôt les travaux de la Convention nationale, afin d'être réhabilité sans équivoque. Le 19 décembre 1795 il est acquitté par un tribunal militaire qui juge qu’il n'a fait qu'exécuter les ordres et n'a pas joué un rôle de premier plan. Il est réintégré en 1797 dans l'armée de Sambre-et-Meuse.
Sous le Consulat, il commande dans les Alpes l'aile gauche de l'armée d'Italie sous Masséna. Il est ensuite envoyé en Suisse à la tête de l'armée en Valais puis commande provisoirement l'armée du Danube. De 1803 à 1811, il est ambassadeur aux États-Unis, puis commandant de plusieurs places militaires. En 1812, il est fait baron d'Empire. En 1814, il se soumet à Louis XVIII.
Pendant les Cent-Jours, il publie le Mémoire contre le retour éphémère des hommes à privilèges.
La Restauration ne l'a pas poursuivi, ni pour ce libelle, ni pour les colonnes infernales. Un jour, Louis XVIII, dans l'intention de rendre hommage à ses fidèles vendéens, envisage de se rendre en Vendée, entouré de quelques personnalités. Il pense devoir faire appel notamment à Turreau. Son entourage l'en dissuade fermement : « Non Majesté, surtout pas celui-là ! »[réf. nécessaire].
Turreau est inscrit sur la liste des bénéficiaires de la croix de Saint-Louis, mais il meurt en 1816, avant qu’elle ne lui soit remise.

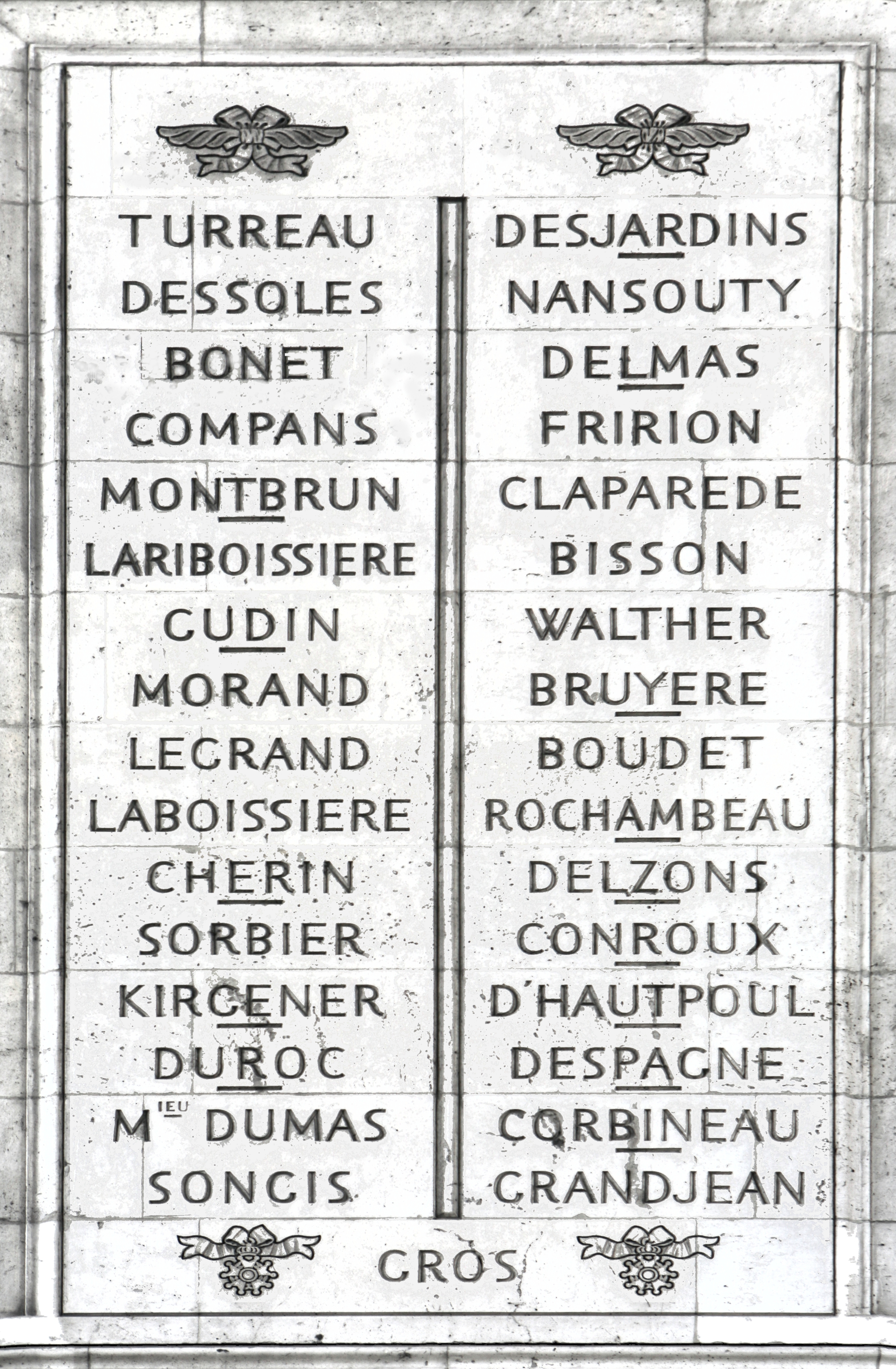
Noms gravés sous l'arc de triomphe de l'Étoile : pilier Est, 15e et 16e colonnes. En haut à gauche, le nom de Turreau.

## Distinctions
- Il est créé baron de l'Empire le 13 mars 1812[3].
- Il est fait Grand officier de la Légion d'honneur le 14 juin 1804.
- Il fait partie des 660 personnalités à avoir son nom gravé sous l’arc de triomphe de l'Étoile[14] ».